# Pachuco
Die Pachucos waren eine mexikanische Jugendkultur im Süden der USA während der 1930er- und 1940er-Jahre.
Die Pachucos grenzten sich durch einen bestimmten Kleidungsstil („Zoot Suits“) und einen eigenen Dialekt (Caló) sowohl von der US-amerikanischen als auch von der mexikanischen Gesellschaft ab und gerieten oftmals in Konflikt mit dem Gesetz. In Mexiko wurden die Pachucos insbesondere durch den Philosophen Octavio Paz bekannt, der den Pachucos in seinem Hauptwerk Das Labyrinth der Einsamkeit eine Untersuchung widmete.
Die bekannte Neoswing-Band Royal Crown Revue widmete den Pachucos einen Song mit dem Titel Hey Pachuco, der von der Band in der Komödie Die Maske dargeboten wird. 